# 連合国遠征軍最高司令部
連合国遠征軍最高司令部（れんごうこくえんせいぐんさいこうしれいぶ、英：Supreme Headquarters Allied Expeditionary Force、略称：SHAEF、シェーフ）は、1943年から第二次世界大戦が終結する1945年まで活動していた、ヨーロッパ北西におけるアメリカ合衆国主導の連合国軍の司令部である。ドワイト・D・アイゼンハワー米国陸軍大将（後の第34代アメリカ合衆国大統領）が連合国遠征軍最高司令官（Supreme Commander, Allied Expeditionary Force、略称：SCAEF）を務めていた。SHAEFの立場自体は欧州連合軍最高司令部や大西洋連合軍などと似ているが、組織として異なっていることに留意すべきである。

## 第二次世界大戦
アイゼンハワーは1944年1月に北アフリカ上陸作戦（トーチ作戦）の連合国軍最高司令官（Commander in Chief, Allied Force: 略称CINCAF）から、SCAEFとしてロンドンのキャンプ・グリフィスにあるSHAEFへ転じた。ここに隣接した通りは、現在でもシーフ・ウェイ（Shaef Way）と呼ばれている。SHAEFの参謀らはCOSSAC（連合国軍最高司令官参謀長、Chife of Staff to the Supreme Commander Allied Forces）のサー・フレデリック・エッジワース・モーガン中将とレイ・バーカー少将によって立案されたオーバーロード作戦の外枠を受け取った。COSSACに任命されたモーガンはアイゼンハワーと面会する前の1943年3月中頃にヨーロッパ侵攻計画を練りはじめ、計画の最終策定版が1944年6月6日に実行された。計画はアイゼンハワーと、侵攻の初期段階における全地上部隊の指揮官であるバーナード・モントゴメリー大将により最終的な策定案へと形を変えていった。
侵攻が始まった後も、SHAEFは十分な戦力がフランスに上陸するまでイギリスに残されていた。この時点でモントゴメリーは全地上部隊の指揮官としての任務を終了し、ノルマンディーの橋頭堡東翼に展開するイギリス第21軍集団の指揮を執っていた。一方、橋頭堡西翼ではオマール・ブラッドレー中将を指揮官とするアメリカ第12軍集団が新たに設置されていた。ノルマンディーを突破した後、連合国軍はドラグーン作戦（南仏侵攻作戦）を発動する。この作戦はジェイコブ・L・ディヴァース中将指揮下のアメリカ第6軍集団が担当した。南仏侵攻開始の時点で米第6軍は地中海作戦戦域に設置された連合国軍司令部（AFHQ）の指揮下にあったが、1ヶ月後指揮権はSHAEFへ譲られた。この頃までに3個の軍集団は西部戦線に展開し、以後終戦まで戦った。戦線のうち、英第21軍集団は北部、米第12軍集団は中央部、米第6軍集団は南部での作戦を担当した。1944年12月、SHAEFはフランスのヴェルサイユにあるトリアノン・パレス・ホテル（Trianon Palace Hotel）に移動した。その後、1945年2月にランス、ドイツ降伏後の5月26日にフランクフルト・アム・マインへと移動した。

## 戦闘序列
SHAEFはアメリカ陸軍、自由フランス軍、イギリス陸軍そしてカナダ陸軍に所属する3個軍集団（8個野戦軍）を指揮下に収めていた。これは西部戦線における単一の作戦に割り当てられた部隊としては最大規模のものである。
- 第1連合空挺軍（英語版）
- イギリス第21軍集団（英語版）
  - 第1カナダ軍（英語版）
  - イギリス第2軍（英語版）
- アメリカ第12軍集団（英語版）
  - アメリカ第1軍
  - アメリカ第3軍
  - アメリカ第9軍（英語版）
  - アメリカ第15軍（英語版）
- アメリカ第6軍集団（英語版）
  - フランス第1軍（英語版）
  - アメリカ第7軍

これら地上部隊に加え、ネプチューン作戦（オーバーロード作戦における上陸段階）において多数の海軍戦力を指揮したほか、2個戦術空軍（アメリカ第9空軍、イギリス第2戦略空軍）を指揮下においていた。ネプチューン作戦においては、イギリスに展開する戦略爆撃戦力もSHAEFの指揮下に収められていた。

## 指揮官

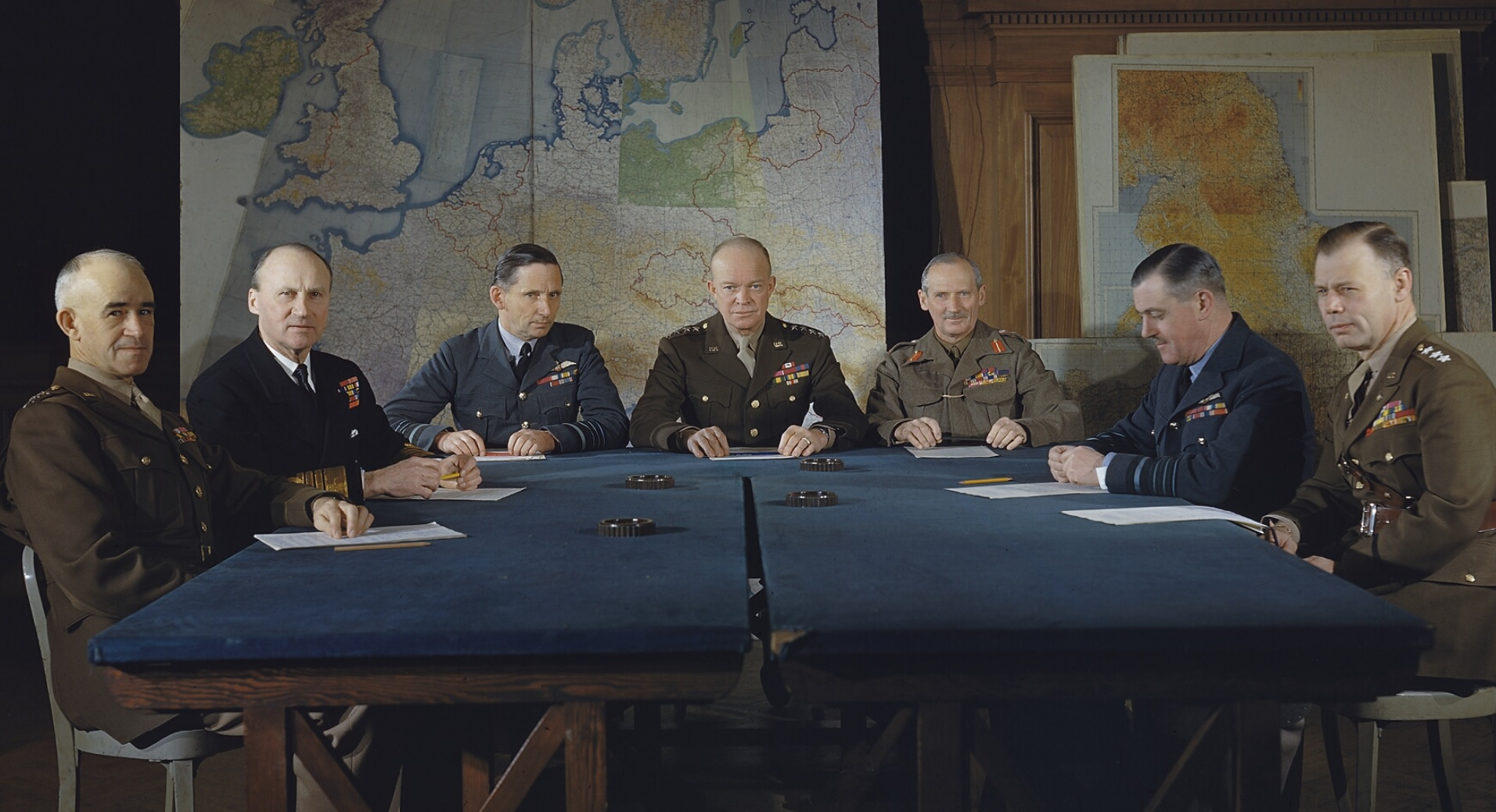
1944年2月1日、ロンドンでの会議にて撮影されたSHAEFの指揮官ら。
左から順に：
ブラッドレー米陸軍中将、ラムゼー英海軍大将、テッダー英空軍大将、アイゼンハワー米陸軍大将、モントゴメリー英陸軍大将、リー＝マロリー英空軍中将、スミス米陸軍中将

- 連合国遠征軍最高司令官：ドワイト・D・アイゼンハワー米陸軍大将
- 連合国遠征軍副司令官：アーサー・テッダー（英語版）英空軍大将
- 地上軍司令官：
  - バーナード・モントゴメリー英陸軍元帥（イギリス第21軍集団）
  - オマール・ブラッドレー米陸軍中将（アメリカ第12軍集団）
  - ジェイコブ・ラックス・ディヴァース（英語版）米陸軍中将（アメリカ第6軍集団）
- 空軍最高司令官：トラッフォード・リー＝マロリー（英語版）英空軍中将
- 海軍最高司令官：バートラム・ラムゼー英海軍大将[7]

## 第二次世界大戦終結後
ナチス・ドイツの降伏後、連合国軍の部局としてのSHAEFは1945年7月14日に解散したが、アメリカ軍においてはヨーロッパ戦域軍（USFET、US Forces, European Theater）が役割を引き継いだ。USFETは1947年3月15日にヨーロッパ軍（EUCOM、European Command）と改称された。